# Georg Neubauer
Georg Neubauer (* 1958 in Osnabrück) ist ein deutscher Wirtschaftsingenieur und Politiker der FDP. Er war von 1988 bis 1989 Bundesvorsitzender der Jungen Liberalen.
Neubauer, der aus Osnabrück stammt, studierte Ingenieurwesen und promovierte an der TU Berlin über die Prozessorientierte Auswahl von PPS-Systemen. Jahrelang arbeitete er in der angewandten Forschung am Berliner Fraunhofer-Institut für Produktionsanlagen und Konstruktionstechnik sowie zeitweilig in Ostasien. 1997 ging er nach Brandenburg und arbeitete seitdem für ein mittelständisches Unternehmen in Neuruppin, das Rauchgasentschwefelungs-Anlagen herstellt, von 2005 bis 2015 als Geschäftsführer.
Nachdem Neubauer 1981 der FDP beigetreten war, wurde er zuerst Berliner Landesvorsitzender und dann 1988 in der Nachfolge von Guido Westerwelle Bundesvorsitzender der Jungen Liberalen, der Nachwuchsorganisation der Partei. Nach Ansicht des Westerwelle-Biographen Majid Sattar bekam Neubauer den Verband aber „nicht in den Griff“ und blieb im Schatten Westerwelles. Neubauers Nachfolger wurde 1989 Hermann Brem, den nach wenigen Wochen Birgit Homburger ablöste. Neubauer hatte in den 1990er Jahren verschiedene Ämter im Berliner FDP-Landesverband inne.
Bei der Bundestagswahl 2013 trat Neubauer nach jahrelanger parteipolitischer Pause als Direktkandidat der FDP im Wahlkreis 58 (Oberhavel – Havelland II) an. Als Themen stellte er Haushaltsdisziplin, Wirtschaftsförderung und Wettbewerb in der Energiepolitik in den Mittelpunkt und setzte sich für den Ausbau der Bundesstraße 96 ein.
Neubauer ist verheiratet und hat zwei Kinder.

## Veröffentlichungen
- PPS-System-Auswahl auf Basis der Geschäftsprozessmodellierung. Einführungsunterstützung für kleine und mittlere Unternehmen. Technische Universität Berlin, Produktionstechnisches Zentrum, CIMTT Berlin, Brandenburg. IRB, Stuttgart 1996, ISBN 3-8167-4494-X.
- Prozeßorientierte Auswahl von PPS-Systemen. (= Berichte aus dem Produktionstechnischen Zentrum Berlin.) IPK, Berlin 1998, ISBN 3-8167-5184-9. Zugleich Dissertation, TU Berlin, 1997 (Inhalt).